# Aulostomus strigosus

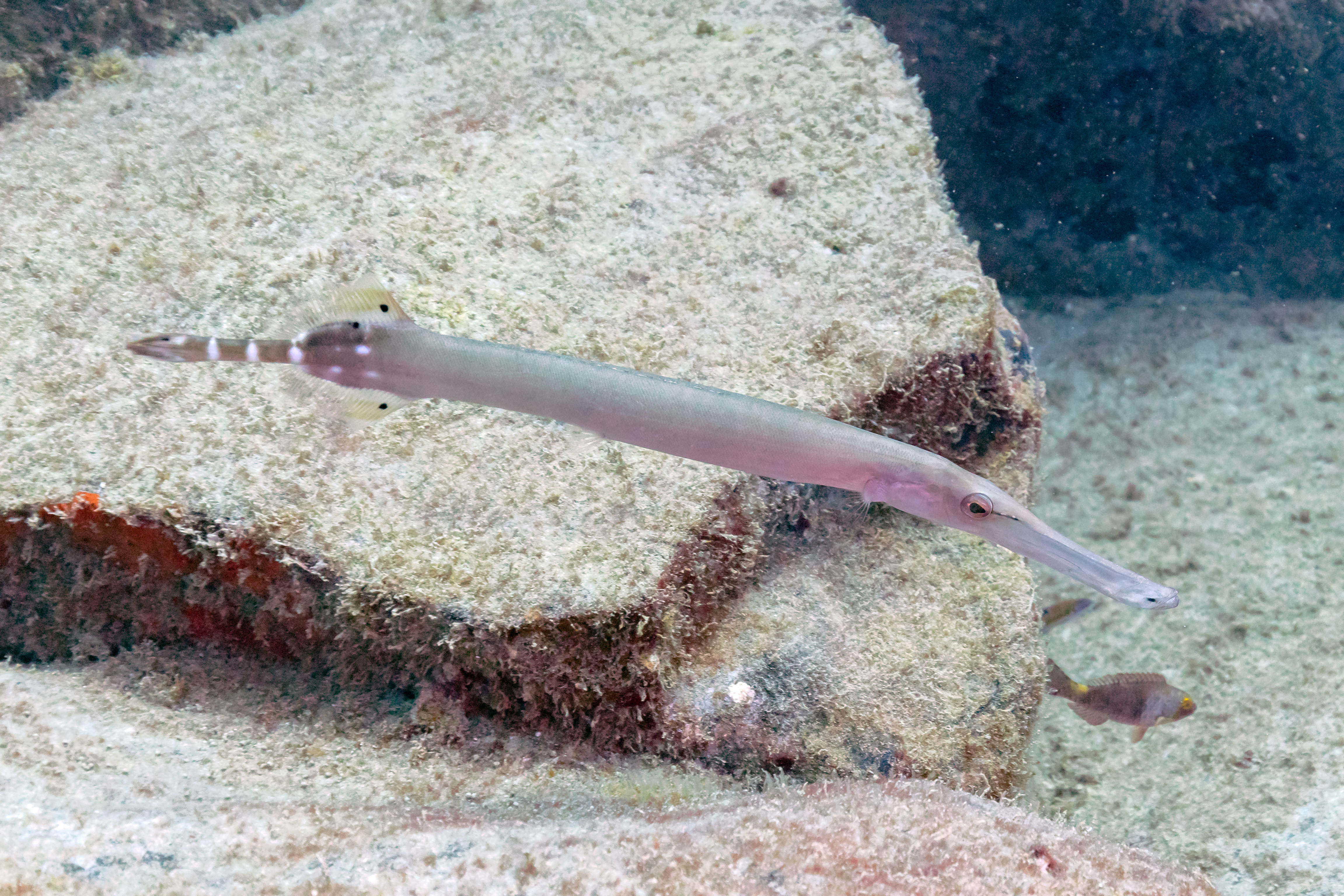
Exemplar ao largo da costa de Yeneriffe

Aulostomus strigosus é uma das duas espécies de peixe-trombeta encontrado no Oceano Atlântico, sendo a outra Aulostomus maculatus Ambas as espécies são encontradas no Brasil.
Aulostomus strigosus é uma espécie de peixe da família Aulostomidae, é parente próximo dos cavalos marinhos e dragões marinhos.

## Identificação
Possui um corpo extremamente alongado áspero, podendo medir até 75,0 cm. Seu focinho é extremamente longo e tubular com uma boca pequena, possuindo dentes minúsculos na mandíbula inferior, mas não na parte superior. Em seu queixo possui um barbilho curto, cientistas acreditam que seja para atrair as presas. Possui espinhos separados na barbatana dorsal e anal, sua barbatana peitoral é pequena e arredondada.

## Biologia e habitat
Seu habitat é recifes de corais de águas rasas de clima tropical, costumam a ficar na vertical camuflados próximos à gorgônias. É conhecido por caçar cooperativamente com outros peixes, além de possuir técnicas de emboscada imóvel. Não se conhece como é se reproduzem ou quando é época de acasalamento, mas se conhece que seus ovos são pelágicos.

## Distribuição
São encontrados no Atlântico Sul e Central, podendo ser encontrado no Brasil, no Arquipélago de São Pedro e São Paulo, além de possuir registros em Santa Helena e Ascensão, no Atlântico Central. Há avistamentos em algumas ilhas da região da Macaronésia, como em Cabo Verde, no Atlântico Oriental Norte.